# Nikita (Name)
Nikita ist ein ursprünglich männlicher Vorname, welcher aber auch als weiblicher Vorname vergeben wird.

## Herkunft und Bedeutung
In Russland ist Nikita ein verbreiteter männlicher Vorname. Im Internationalen Handbuch der Vornamen, mit dem die Standesbeamten in Deutschland arbeiten, ist Nikita ebenfalls als Männername eingetragen.
Der Name ist abgeleitet vom griechischen Personennamen Niketas (Νικητας) „der Sieger“. Im Indischen ist der Name weiblich und kommt vom Sanskrit-Wort “niketa/निकेत” (Wohnung, Haus).
In den Niederlanden ist der Nikita seit 1985 als weiblicher Vorname populär, als Elton Johns Lied Nikita ein Hit war. Die bislang größte Beliebtheit erreichte der Name im Jahre 2000.

## Gedenktag
- Der 15. September ist in der orthodoxen Kirche Gedenktag für den Märtyrer Nikita († 372).
- Der 10. Juni ist in der orthodoxen Kirche Gedenktag für den Heiligen Nikita, Bischof von Chalcedon (9. Jahrhundert).

## Namensträger und Namensträgerinnen

### Männlich
- Nikita Bodyakovskiy (* 1992), belarussischer Pokerspieler, siehe Mikita Badsjakouski
- Nikita Sergejewitsch Chruschtschow (1894–1971), sowjetischer Politiker
- Nikita Filippow (* 1991), kasachischer Stabhochspringer
- Nikita Andrejewitsch Gussew (* 1992), russischer Eishockeyspieler
- Nikita Nikolajewitsch Jeskow (* 1983), russischer Radrennfahrer
- Nikita Gennadjewitsch Kazalapow (* 1991), russischer Eistänzer
- Nikita Igorewitsch Kutscherow (* 1993), russischer Eishockeyspieler
- Nikita Kuzmin (* 1997), ukrainischer Tänzer
- Nikita Dmitrijewitsch Masepin (* 1999), russischer Automobilrennfahrer
- Nikita Sergejewitsch Michalkow (* 1945), russischer Filmregisseur und Schauspieler
- Nikita Miller (* 1987), deutsch-russischer Comedian, Autor und Cartoonist
- Nikita Rukavytsya (* 1987), australischer Fußballspieler
- Nikita Konstantinowitsch Schochow (* 1988), russischer bildender Künstler und Filmemacher
- Nikita Simonjan (* 1926), russischer Fußballspieler und -trainer
- Nikita Pawlowitsch Sokolow (* 1957), sowjetisch-russischer Historiker
- Nikita Petrowitsch Sokolow (1748–1795), russischer Chemiker und Hochschullehrer
- Nikita Kirillowitsch Witjugow (* 1987), russischer Schachspieler
- Nikita Alexandrowitsch Nikitin (* 1986), russischer Eishockeyspieler
- Nikita Alexandrowitsch Michailowski (* 2000), russischer Basketballspieler
- Nikita Khartchenkov (* 1987), ehemaliger deutscher Basketballspieler
- Nikita Magaloff (1912–1992), russischer Pianist
- Nikita Petrowitsch Stupak (* 1987), ehemaliger russischer Skilangläufer
- Nikita Michailis (* 1995), kasachischer Eishockeyspieler
- Nikita Borissowitsch Dschigurda (* 1961), ukrainischer und russischer Schauspieler, Sänger, Szenarist, Synchronsprecher und Regisseur
- Nikita Sergejewitsch Kriwzow (* 2002), russischer Fußballspieler
- Nikita Olegowitsch Jelenew (* 1993), russischer Theater- und Filmschauspieler
- Nikita Walerjewitsch Krjukow (* 1985), ehemaliger russischer Skilangläufer
- Nikita Pawlowitsch Simonjan (* 1926), ehemaliger russischer Fußballspieler und -trainer
- Nikita Pliuto (* 2000), belarussisch-deutscher Handballspieler
- Nikita Afanasjew (* 1982), deutscher Autor und Journalist
- Nikita Dmitrijewitsch Porschnew (* 1996), russischer Biathlet
- Nikita Iwanowitsch Panin (1718–1783), russischer Außenminister
- Nikita Demidow (1656–1725), russischer Industrieller
- Nikita Koloff (* 1959), ehemaliger US-amerikanischer Wrestler
- Nikita Sergejewitsch Andrejew (* 1988), ehemaliger russischer Fußballspieler

### Weiblich
- Nikita Ager (* 1969), US-amerikanische Film- und Fernsehschauspielerin
- Nikita Dhawan (* 1972), indische Wissenschaftlerin
- Nikita Dragun (* 1996), US-amerikanische Webvideoproduzentin, Maskenbildnerin und Model
- Nikita Luther (* 1991), indische Pokerspielerin
- Nikita Parris (* 1994), englische Fußballspielerin
- Nikita Uggla (* 2001), schwedische Schauspielerin
- Nikita Ducarroz (* 1996), schweizerisch-US-amerikanische BMX-Radsportlerin